# 流量
流量（りゅうりょう、英: flow rate）とは 、流体（液体と気体）が移動する量（体積、質量）を表す物理量である。ふつう、単位時間当たりにどれだけの量が移動したかを表す。

## 概要
流体の量として体積を考えた場合は体積流量（たいせきりゅうりょう、volume flow rate）という。一般に流量と言った場合は体積流量を指すことが多く、日本の計量法でも体積流量のことを単に流量と表現している。単位は、国際単位系（SI）では立方メートル毎秒（m3/s）を用いる。計量法では他に立方メートルをリットルに、秒を時、分に置き換えた単位も認めており、特に立方メートル毎分はCMM（cubic metre per minute）と表記されることがある。海洋学では、海流の体積流量の計量に百万立方メートル毎秒（百万キロリットル毎秒）に等しいスベルドラップ（Sv）が用いられる。
m3/s は m2・m/s と変形することができる。すなわち、体積流量は流体の断面積と流体の速度（流速）との積で表すことができる。同じ流量であれば、断面積が大きくなると流速は低くなる。
川の流れが上流で速く下流で遅い原因のひとつがこれである。逆に、断面積が同じ場合、流量が多くなると流速が高くなる。大雨のときに川の流れが速くなるのはこのためである。
ダムの目的の一つは下流に流れる流量をほぼ一定に制御することである。
河川の場合、ある断面を1秒間で通過する水の量を流量としている。
例えば、1平方メートル（幅1メートル ☓ 深さ1メートル）の水路断積（断面積）で、水の流れの速さ（流速）が、1秒間に1メートルであったとすれば、この水路を流れている水の量（流量）は1立方メートル毎秒で表され、流速が毎秒2メートルであれば流量は2立方メートル毎秒となる。流量 Q は断面積（流積）を A 、流速を V とすれば、Q = AV で表され、断面積 A と流速 V を測定して流量 Q を求める作業を流量測定といい、断面積は流水部の横断測量で、また、流速は一般に流速計という機器によって求められる。
流体の量として質量を考えた場合は質量流量（しつりょうりゅうりょう、mass flow rate）という。この単位は、SI ではキログラム毎秒（kg/s）とし、計量法ではキログラムをグラム、トンに、秒を時、分に置き換えた単位も認めている。
測定される流体が気体である場合、体積は圧力や温度で変化するので、温度および圧力といった測定条件を明示する必要がある。規格によって標準圧力、標準温度が異なるため、測定条件に「標準状態」と書く場合は、どの規格の標準状態かを明記し、
その大気の測定条件（参照基準大気など）での体積に換算して表示する。

## 流量計
流量を測定する装置を流量計といい、次のような種類のものがある。
しぼり流量計（ベンチュリ計）
配管の途中にしぼりを設けて通過流量によってしぼりの前後の圧力差が変わるのを利用する。
差圧式流量計（オリフィス流量計）
配管の途中にオリフィスプレート（中央に穴の開いた板）を設けて、プレートの前後の圧力差を利用する。
フロート型流量計
テーパー管に浮子をいれて、浮子とテーパー管のすきまによって生じる圧力差と浮子の重さが釣り合う位置で流量を測定する。
層流型流量計
細管に流量を通過させて、流体の粘性による圧力降下によって流量を測定する。
熱線式流量計
管路に電熱線を置いて、流体によって奪われる熱量が流量（質量流量）に比例することを利用する。質量流量計やマスフローコントローラなどで、よく用いられる。
カルマン渦流量計
障害物の後方に生じるカルマン渦の発生周期が、流量によって変わることを利用する。
タービン流量計
流れによって回転する翼車を利用する。
超音波流量計
管路外から非接触で測定でき超音波伝播時間やドップラー効果を利用する。ドップラー流量計ともいう。
電磁流量計
電磁誘導を利用するため導電性の流体に限られるが、堅牢で精度も良い為工業的に良く利用される。
羽根車式流量計
流れの中に羽根車を取り付け、羽根車の回転の速さで流量を測定する。
堰式流量計
水路にせきを設け，これを超えて流れる水面の高さを測定する。
コリオリ式流量計
チューブを一定振動数で振動させそのチューブに流体を流すと流入側と流出側でそれぞれ反対方向のねじれがコリオリ力によって生じる。このねじれ角は質量流量に比例するのでこのねじれ角を測定する。
ノズル式流量計
ラバール・ノズルの原理を用いる。気体用の流量計。ノズル上流と下流の圧力差が音速をおこす臨界圧以上では、上流側の圧力と温度のみから流量が算出でき、下流側の圧力・温度をほぼ無視できる。（音波の伝搬速度よりも流速のほうが早い音速状態なので、下流側の条件が音波として上流には伝播しない。）「臨界ノズル」（あるいは「音速ノズル」。ロケット工学で言う「超音速ノズル」とは別物。）と呼ばれる細孔を用いる。
石けん膜流量計
ガラス体積管内(既知体積)を石鹸膜が移動する時間を測定し、その時の大気圧、気温等の値からガスの流量を算出する。

## 流量係数
流体力学などを用いて流れを理論的に解析する際の無次元化や、理論式と実験値の補正係数として、体積流量Q に対し代表長さL の2乗と代表速さU の積L 2 U の比を用いて無次元化した数の
{\displaystyle \psi ={\frac {Q}{L^{2}U}}}
が扱われる場合がある。この無次元量ψを流量係数（りゅうりょうけいすう、英:coefficient of discharge）という。
ターボ機械のような回転機械の場合は、代表長さとして直径D を、代表速さとして回転速度n が用いられ、流量係数ψは以下で定義される。
{\displaystyle \psi ={\frac {Q}{D^{3}n}}}

## 流量測定
流速計と精密法
流速を測定する機器を流速計といい、流速は流速計のプロペラの回転数を知ることで得られる。すなわちプロペラの回転数を正確にカウントできその回転数に対する正確な時間が出されることで精度の良い流速が計算される。そして測定の方法には平均流速測定とリアルタイム流速測定の二つの測定方法があるが平均流速測定では測定された時間が過ぎると測定を終了しその測定値を内部メモリーに保存する。
自然河川の流速は水深の深さによって変化する。従ってある断面での流量を求める時は全水深の平均流速を用いて求めるが、この時の平均流速は断面積を全水深で除することによって得られる。断面積は台形法で求める。
水深点が多いほど精密に測ることができるが、例えば2点法で水深1m での平均流速を求める場合は水深20cmと80cmの箇所のみで流速測定しそれを平均すればよいことになる。水深0.4 m 以下の場合は一点だけ測れば良い。
また河川の流量を精密法で求める場合、河岸からの点1で水深を測定しまた流速計により流速を測定する、その点1からまたある点2で今度は水深のみを測定する、点2から次の点3で水深を測定する、また流速計により流速を測定する。以下同様点4点5と作業を繰り返して測定作業を終了する。点1や3や5で測定した水深ことの流速から平均流速を計算する。それぞれの点間断面積を台形法で計算する。こうして各点1、3、5での流速と点間の断面積を乗じてそれらを積算すれば流量が得られる。
浮子法
出水期など河川の水位が高く、流速計を用いることが出来ない場合に行う流量測定の方法で、この方法はうきを用いて行う。
これにより流速測定を行う場合、測定区間を設定するが、この測定区間は川幅以上の距離とし、川幅が30メートルに満たないときは30メートル以上とする。また、浮子の投下位置は、橋などを利用した測定区間の上流とし、投下間隔はほぼ等間隔とする。またこのときの断面積（流積）は、事前または事後に横断測量をしておいた横断面図と測定時の水位によって算出する。
浮子法の種類と特徴は以下の通り
- 表面うき法 - 木片や発泡スチロールなどを用いて表面流速を測定する方法である。表面流速Vは、測定区間の距離Dを時間ｔで移動したとすれば、V=D/ｔ（ｍ/s）で表されるが、表面流速を平均流速に直すには、0.8から0.9を乗ずる必要がある。
- 棒うき法 - 竹ざお等の筒の下部に錘をつけて流下させる方法であり、平均流速に近い値を得ることが出来る。
- 二重うき法 - 表面うきと水中うきを連結したもので、水中うきの位置を決めるのが難しいが、平均流速に近い値を得ることを目的につくられた手法である。